# Нідерфрона
Нідерфрона (нім. Niederfrohna) — громада в Німеччині, розташована в землі Саксонія. Входить до складу району Цвікау.
Площа — 10,10 км2. Населення становить 2243 ос. (станом на 31 грудня 2020).